# Nottingham Open
El torneig de Nottingham, conegut actualment com a Nature Valley Open, i tradicionalment Nottingham Open, és un torneig tennístic professional que es disputa anualment a les pistes de gespa del Nottingham Tennis Centre de Nottingham, Regne Unit. Pertany a les sèries 250 del circuit ATP masculí i als Internationals Tournaments del circuit WTA femení. Se celebra cada any al mes de juny i s'utilitza com a preparació del torneig de Wimbledon.
També va tenir els noms Aegon Open Nottingham.

## Palmarès

### Individual masculí
| Localització | Any         | Campió              | Finalista          | Resultat            |
| ------------ | ----------- | ------------------- | ------------------ | ------------------- |
| Nottingham   | −           | Circuit Challenger  | Circuit Challenger | Circuit Challenger  |
| Nottingham   | 2016        | Steve Johnson       | Pablo Cuevas       | 7−6(5), 7−5         |
| Nottingham   | 2015        | Denis Istomin       | Sam Querrey        | 7−6(1), 7−6(6)      |
| Nottingham   | 2014 − 2011 | Circuit Challenger  | Circuit Challenger | Circuit Challenger  |
| Nottingham   | 2010        | No celebrat         | No celebrat        | No celebrat         |
| Nottingham   | 2009        | No celebrat         | No celebrat        | No celebrat         |
| Nottingham   | 2008        | Ivo Karlović (2)    | Fernando Verdasco  | 7−5, 6−7(4), 7−6(6) |
| Nottingham   | 2007        | Ivo Karlović        | Arnaud Clément     | 3−6, 6−4, 6−4       |
| Nottingham   | 2006        | Richard Gasquet (2) | Jonas Björkman     | 6−4, 6−3            |
| Nottingham   | 2005        | Richard Gasquet     | Max Mirnyi         | 6−2, 6−3            |
| Nottingham   | 2004        | Paradorn Srichaphan | Thomas Johansson   | 1−6, 7−6(4), 6−4    |
| Nottingham   | 2003        | Greg Rusedski (2)   | Mardy Fish         | 6−3, 6−2            |
| Nottingham   | 2002        | Jonas Björkman      | Wayne Arthurs      | 6−2, 6−7(5), 6−2    |
| Nottingham   | 2001        | Thomas Johansson    | Harel Levy         | 7−5, 6−3            |
| Nottingham   | 2000        | Sébastien Grosjean  | Byron Black        | 7−6(7), 6−3         |
| Nottingham   | 1999        | Cédric Pioline      | Kevin Ullyett      | 6−3, 7−5            |
| Nottingham   | 1998        | Jonas Björkman      | Byron Black        | 6−3, 6−2            |
| Nottingham   | 1997        | Greg Rusedski       | Karol Kučera       | 6−4, 7−5            |
| Nottingham   | 1996        | Jan Siemerink       | Sandon Stolle      | 6−3, 7−6(0)         |
| Nottingham   | 1995        | Javier Frana        | Todd Woodbridge    | 7−6(4), 6−3         |
| Manchester   | 1994        | Patrick Rafter      | Wayne Ferreira     | 7−6(5), 7−6(4)      |
| Manchester   | 1993        | Jason Stoltenberg   | Wally Masur        | 6−1, 6−3            |
| Manchester   | 1992        | Jacco Eltingh       | MaliVai Washingto  | 6−3, 6−4            |
| Manchester   | 1991        | Goran Ivanišević    | Pete Sampras       | 6−4, 6−4            |
| Manchester   | 1990        | Pete Sampras        | Gilad Bloom        | 7−6, 7−6            |

### Individual femení
| Any  | Campiona                                          | Finalista                                         | Resultat                                          |
| ---- | ------------------------------------------------- | ------------------------------------------------- | ------------------------------------------------- |
| 2025 | McCartney Kessler                                 | Daiana Iastremska                                 | 6−4, 7−5                                          |
| 2024 | Katie Boulter (2)                                 | Karolína Plísková                                 | 4−6, 6−3, 6−2                                     |
| 2023 | Katie Boulter                                     | Jodie Burrage                                     | 6−3, 6−3                                          |
| 2022 | Beatriz Haddad Maia                               | Alison Riske                                      | 6−4, 1−6, 6−3                                     |
| 2021 | Johanna Konta                                     | Zhang Shuai                                       | 6−2, 6−1                                          |
| 2020 | Torneig suspès a causa de la pandèmia de COVID-19 | Torneig suspès a causa de la pandèmia de COVID-19 | Torneig suspès a causa de la pandèmia de COVID-19 |
| 2019 | Caroline Garcia                                   | Donna Vekić                                       | 2−6, 7−6(4), 7−6(4)                               |
| 2018 | Ashleigh Barty                                    | Johanna Konta                                     | 6−3, 3−6, 6−4                                     |
| 2017 | Donna Vekić                                       | Johanna Konta                                     | 2−6, 7−6(3), 7−5                                  |
| 2016 | Karolína Plíšková                                 | Alison Riske                                      | 7−6(8), 7−5                                       |
| 2015 | Ana Konjuh                                        | Monica Niculescu                                  | 1−6, 6−4, 6−2                                     |

### Dobles masculins
| Localització | Any         | Campions                           | Finalistes                     | Resultat            |
| ------------ | ----------- | ---------------------------------- | ------------------------------ | ------------------- |
| Nottingham   | −           | Circuit Challenger                 | Circuit Challenger             | Circuit Challenger  |
| Nottingham   | 2016        | Dominic Inglot Daniel Nestor       | Ivan Dodig Marcelo Melo        | 7−5, 7−6(4)         |
| Nottingham   | 2015        | Chris Guccione André Sá            | Pablo Cuevas David Marrero     | 6−2, 7−5            |
| Nottingham   | 2014 − 2011 | Circuit Challenger                 | Circuit Challenger             | Circuit Challenger  |
| Nottingham   | 2010        | No celebrat                        | No celebrat                    | No celebrat         |
| Nottingham   | 2009        | No celebrat                        | No celebrat                    | No celebrat         |
| Nottingham   | 2008        | Bruno Soares Kevin Ullyett         | Jeff Coetzee Jamie Murray      | 6−2, 7−6(5)         |
| Nottingham   | 2007        | Jamie Murray Eric Butorac          | Joshua Goodall Ross Hutchins   | 4−6, 6−3, [10−5]    |
| Nottingham   | 2006        | Jonathan Erlich Andy Ram (2)       | Igor Kunitsyn Dmitry Tursunov  | 6−3, 6−2            |
| Nottingham   | 2005        | Jonathan Erlich Andy Ram           | Simon Aspelin Todd Perry       | 4−6, 6−3, 7−5       |
| Nottingham   | 2004        | Paul Hanley Todd Woodbridge        | Rick Leach Brian MacPhie       | 6−4, 6−3            |
| Nottingham   | 2003        | Bob Bryan Mike Bryan               | Joshua Eagle Jared Palmer      | 7−6(3), 4−6, 7−6(4) |
| Nottingham   | 2002        | Mike Bryan Mark Knowles            | Donald Johnson Jared Palmer    | 0−6, 7−6(3), 6−4    |
| Nottingham   | 2001        | Donald Johnson Jared Palmer        | Paul Hanley Andrew Kratzmann   | 6−4, 6−2            |
| Nottingham   | 2000        | Piet Norval Donald Johnson         | Ellis Ferreira Rick Leach      | 1−6, 6−4, 6−3       |
| Nottingham   | 1999        | Patrick Galbraith Justin Gimelstob | Marius Barnard Brent Haygarth  | 5−7, 7−5, 6−3       |
| Nottingham   | 1998        | Justin Gimelstob Byron Talbot      | Sébastien Lareau Daniel Nestor | 7−5, 6−7, 6−4       |
| Nottingham   | 1997        | Ellis Ferreira Patrick Galbraith   | Danny Sapsford Chris Wilkinson | 4−6, 7−6, 7−6       |
| Nottingham   | 1996        | Mark Petchey Danny Sapsford        | Neil Broad Piet Norval         | 6−7, 7−6, 6−4       |
| Nottingham   | 1995        | Luke Jensen Murphy Jensen          | Patrick Galbraith Danie Visser | 6−2, 6−4            |
| Manchester   | 1994        | Rick Leach Danie Visser            | Scott Davis Trevor Kronemann   | 6−4, 4−6, 7−6       |
| Manchester   | 1993        | Ken Flach Rick Leach               | Stefan Kruger Glenn Michibata  | 6−4, 6−1            |
| Manchester   | 1992        | Patrick Galbraith David Macpherson | Jeremy Bates Laurie Warder     | 4−6, 6−3, 6−2       |
| Manchester   | 1991        | Omar Camporese Goran Ivanišević    | Nick Brown Andrew Castle       | 6−4, 6−3            |
| Manchester   | 1990        | Mark Kratzmann Jason Stoltenberg   | Nick Brown Kelly Jones         | 6−3, 2−6, 6−4       |

### Dobles femenins
| Any  | Campiones                                         | Finalistes                                        | Resultat                                          |
| ---- | ------------------------------------------------- | ------------------------------------------------- | ------------------------------------------------- |
| 2025 | Beatriz Haddad Maia Laura Siegemund               | Anna Danilina Ena Shibahara                       | 6−3, 6−2                                          |
| 2024 | Gabriela Dabrowski Erin Routliffe                 | Harriet Dart Diane Parry                          | 5−7, 6−3, [11−9]                                  |
| 2023 | Ulrikke Eikeri Ingrid Neel                        | Harriet Dart Heather Watson                       | 7−6(6), 5−7, [10−8]                               |
| 2022 | Beatriz Haddad Maia Zhang Shuai                   | Caroline Dolehide Monica Niculescu                | 7−6(2), 6−3                                       |
| 2021 | Liudmila Kitxenok Makoto Ninomiya                 | Caroline Dolehide Storm Sanders                   | 6−4, 6−7(3), [10−8]                               |
| 2020 | Torneig suspès a causa de la pandèmia de COVID-19 | Torneig suspès a causa de la pandèmia de COVID-19 | Torneig suspès a causa de la pandèmia de COVID-19 |
| 2019 | Desirae Krawczyk Giuliana Olmos                   | Ellen Perez Arina Rodionova                       | 7−6(5), 7−5                                       |
| 2018 | Alicja Rosolska Abigail Spears                    | Mihaela Buzărnescu Heather Watson                 | 6−3, 7−6(5)                                       |
| 2017 | Monique Adamczak Storm Sanders                    | Jocelyn Rae Laura Robson                          | 6−4, 4−6, [10−4]                                  |
| 2016 | Andrea Hlaváčková Peng Shuai                      | Gabriela Dabrowski Yang Zhaoxuan                  | 7−5, 3−6, [10−7]                                  |
| 2015 | Raquel Kops-Jones Abigail Spears                  | Jocelyn Rae Anna Smith                            | 3−6, 6−3, [11−9]                                  |